# Dorel Zegrean
Dorel Ioan Zegrean (Mărișelu, 4 dicembre 1969) è un ex calciatore rumeno, di ruolo difensore.

## Palmarès

### Club

#### Competizioni nazionali
- Coppa di Romania: 1

Gloria Bistrița: 1993–94